# Nae-Simion Pleșca
Nae-Simion Pleșca (n. 13 septembrie 1955) este un filolog și politician din Republica Moldova, deputat în Parlamentul Republicii Moldova de legislatura XX-a (2014-2018), ales pe listele Partidului Liberal Democrat din Moldova. A mai exercitat funcția de deputat în legislatura precedentă, a XIX-a (2010-2014).
La alegerile parlamentare din noiembrie 2014 a candidat de pe poziția a 28-a în lista PLDM și inițial nu a reușit să acceadă în parlament. Însă, după ce colegul său, deputatul liberal-democrat Anatolie Dimitriu a fost ales în funcția de președinte al raionului Ialoveni în iulie 2015 și a renunțat la funcția de deputat (pentru a se conforma principiului compatibilității funcțiilor publice), mandatul său a trecut la Nae-Simion Pleșca.